# پارک (کنتاکی)
پارک (به انگلیسی: Park) یک منطقهٔ مسکونی در ایالات متحده آمریکا است که در شهرستان برن، کنتاکی واقع شده‌است. پارک ۲۱۸٫۸۵ متر بالاتر از سطح دریا واقع شده‌است.